# Лінц-ам-Райн
Лінц-ам-Райн (нім. Linz am Rhein) — місто в Німеччині, розташоване в землі Рейнланд-Пфальц. Входить до складу району Нойвід. Центр об'єднання громад Лінц-ам-Райн.
Площа — 17,98 км2. Населення становить 6209 ос. (станом на 31 грудня 2020).

## Галерея

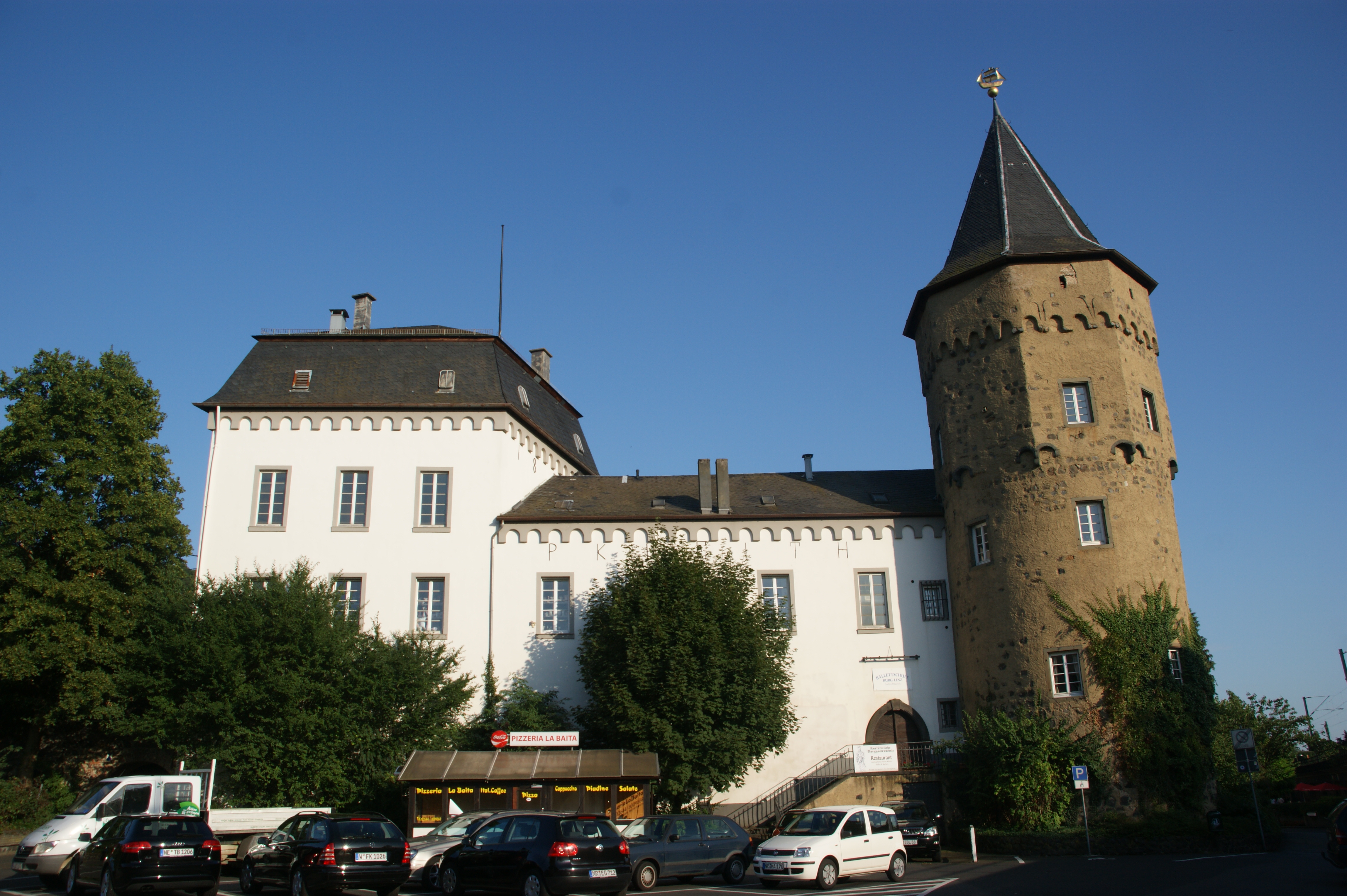
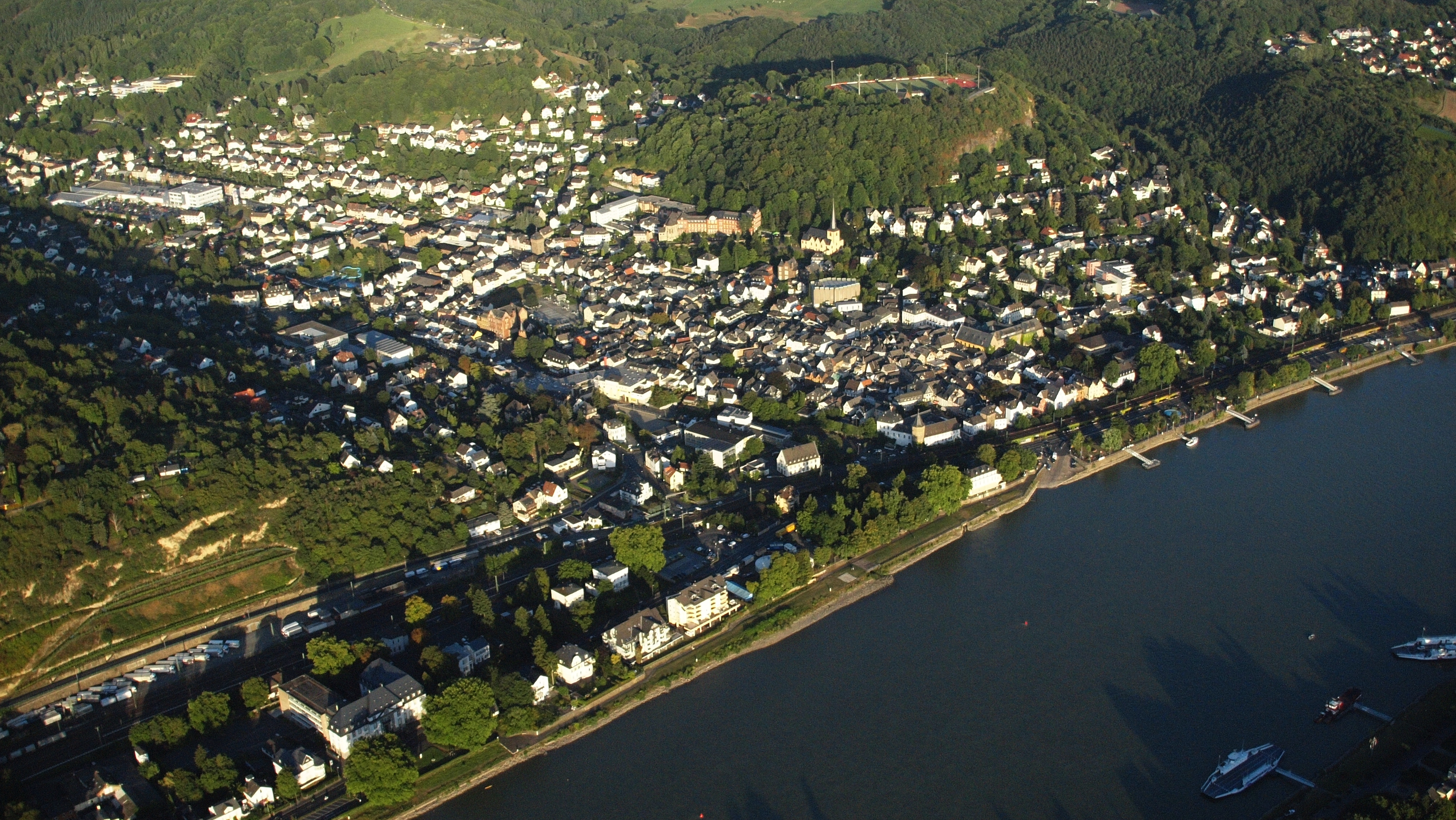
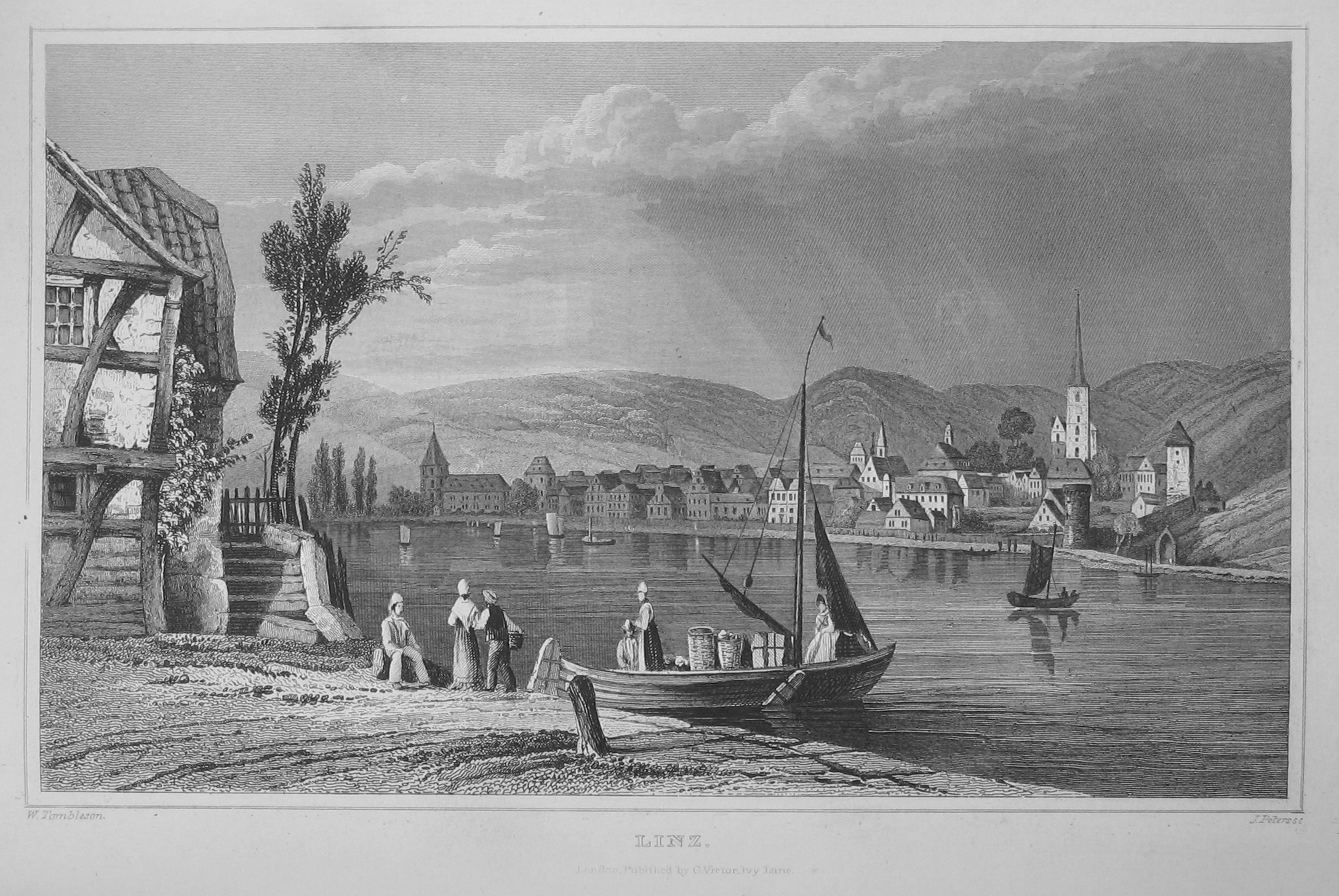
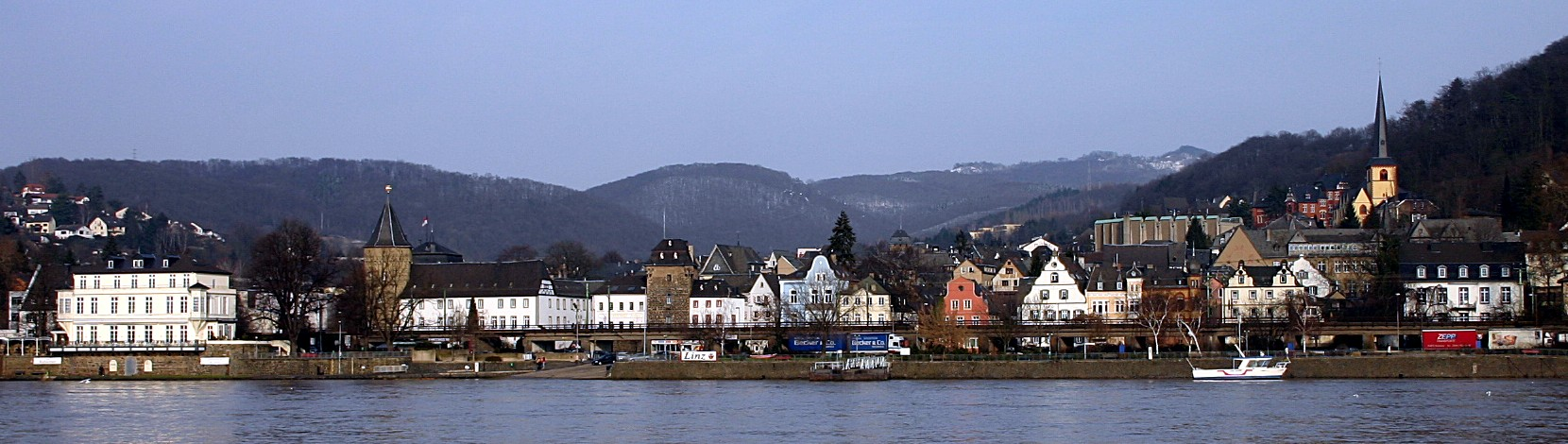
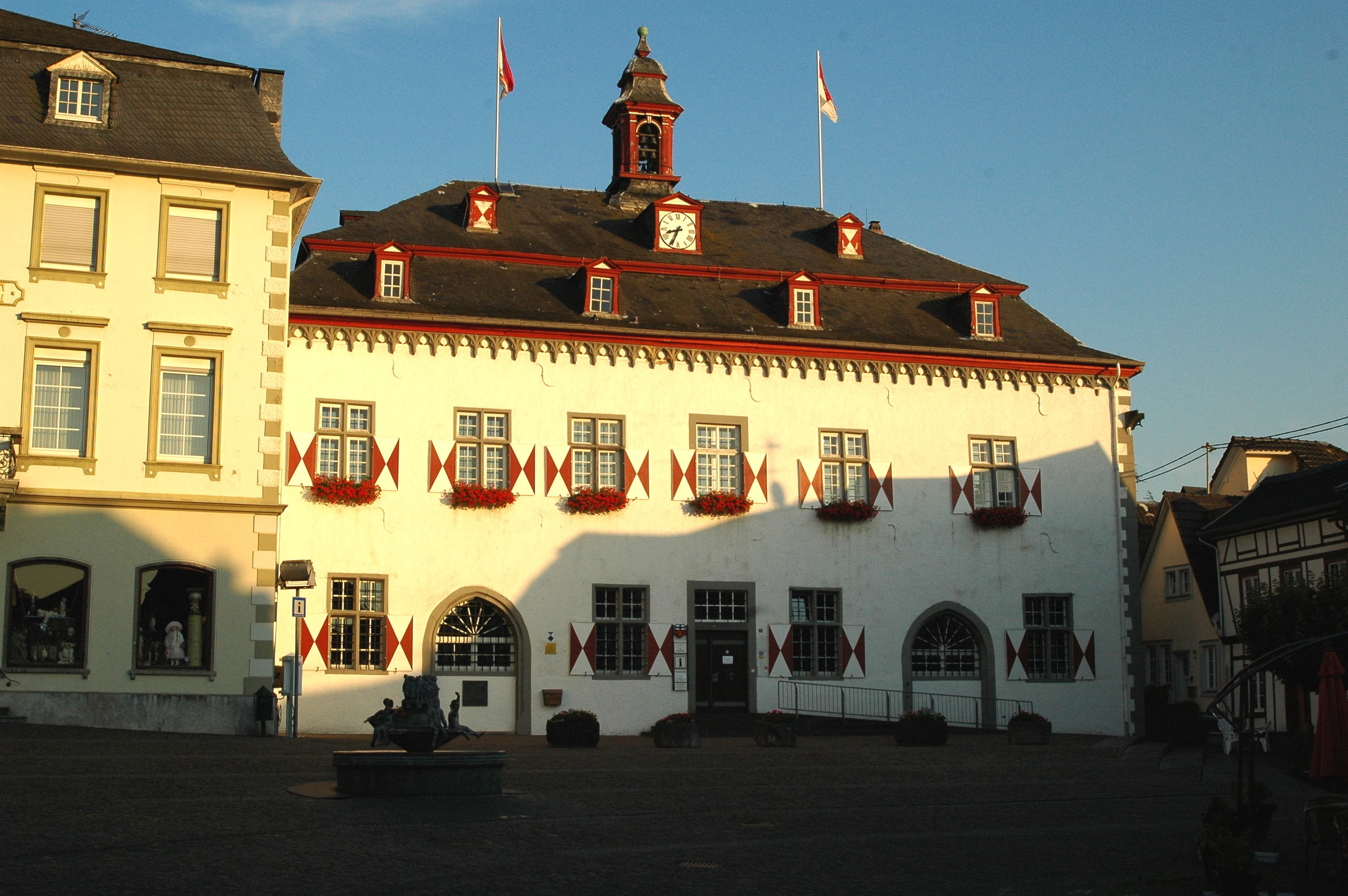
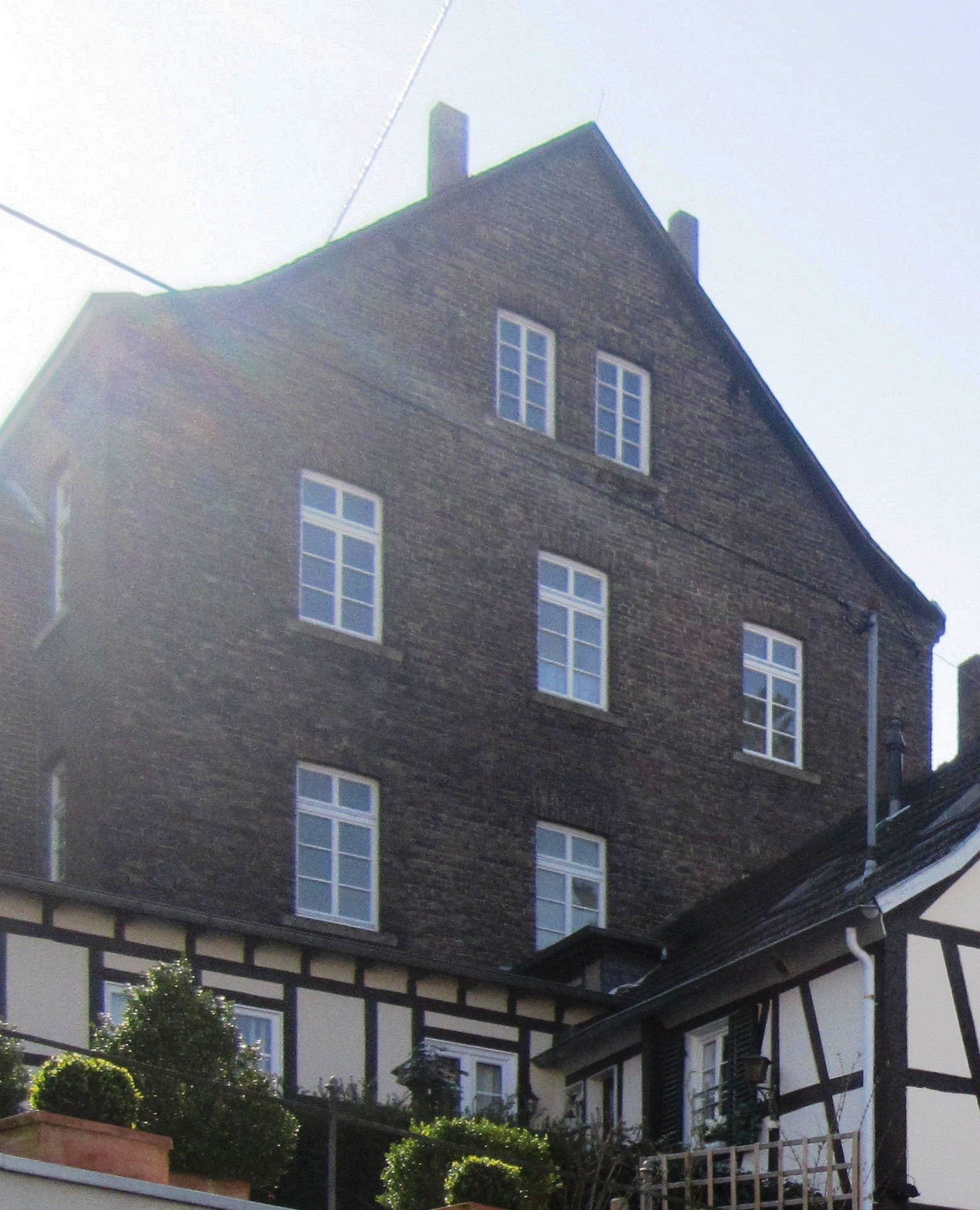